# Robert Bosch GmbH
Robert Bosch GmbH (произнася се Ро̀берт Бош ГмбХ) е германска група от компании, водещ световен доставчик на технологии и услуги в областта на автомобилните и индустриални технологии, на потребителски стоки, строителни и опаковъчни технологии.
Създадена е на 15 ноември 1886 г. в Щутгарт от немския предприемач и инженер Роберт Бош (1861 – 1942) като Werkstätte für Feinmechanik und Elektrotechnik (Работилница за фина механика и електротехника). Главният офис на компанията е разположен в град Герлинген, Германия, близо до Щутгарт. Днес групата включва производствена и търговска мрежа от около 290 производствени предприятия, 440 дъщерни и регионални дружества и над 10 000 сервизни центрове в повече от 60 страни.
По предварителни данни, през 2015 г. компанията Bosch е вложила в научни изследвания и разработки около 6,3 млрд. евро, а също е подала заявки за получаване на 5422 патенти по целия свят. Около 375 000 служители са осигурили през 2015-а финансова година рекордния за компанията оборот от 70 млрд. евро.
Заедно с партньорите си в сферата на продажбите и обслужването компанията Bosch е представена почти в 150 страни.
От 1 юли 2012 г. главен изпълнителен директор е Фолкмар Денер (Volkmar Denner).

## Основни бизнес направления
- Авточасти и аксесоари

Около 50% от продажбите на компанията се реализират в това направление. През годините то регистрира множество патенти, като ABS системата, ESP и много други.
- Индустриални технологии
- Стоки за потребление и строителна индустрия

## Групата компании Bosch
- BSH Hausgeräte GmbH (битови уреди)[3]
- Bosch Rexroth AG
- Bosch Thermotechnik GmbH
- Beissbarth GmbH
- Robert Bosch Car Multimedia GmbH
- Bosch Sensortec GmbH
- Bosch Engineering GmbH
- Robert Bosch Tool Corporation USA (Dremel Corporation)
- Bosch Emission Systems GmbH & Co. KG; съвместно с Deutz AG и Eberspächer GmbH & Co. KG
- Bosch Sicherheitssysteme GmbH
- Bosch Sicherheitssysteme Montage und Service GmbH
- ETAS GmbH
- Robert Bosch Automotive Steering GmbH[4]
- AIG Planungs und Ingenieurgesellschaft mbH
- Hawera Probst GmbH
- Bosch Mahle Turbo Systems GmbH & Co. KG; съвместно с Mahle GmbH
- SB LiMotive Co. Ltd.; съвместно със Samsung SDI
- Bosch Solar Energy AG
- Robert Bosch Healthcare GmbH
- Bosch Software Innovations GmbH
- Bosch Power Tec GmbH
- Bosch Battery Solutions GmbH

## Служители
За групата Bosch по света работят над 290 000 служители, разпределени в над 50 страни. Някои от държавите, където компанията оперира, и съответният броя служители са:
- Индия (26 000)
- Бразилия (14 190)
- Китай (12 370)
- Франция (9720[5])
- Чехия (8690)
- Япония (8130)
- Испания (7950)
- Турция (7000 в Бурса и Истанбул, 500 в Маниса)
- Унгария (6280)
- Италия (5160)
- Обединеното кралство (4920)
- Португалия (3940)
- Румъния
- Нидерландия (4000)[6]
- Швейцария (2780)
- Австралия (2300)
- Малайзия (2220)
- Австрия (2140)
- Белгия (2040)
- Южна Корея (2000)
- Русия (1730)
- Полша (1640)
- Швеция (1230)
- РЮА (1010)
- Виетнам (1000)
- Тунис (770)

и други.

## Ключови разработки
Компанията е автор на значителен брой иновации и технологии, направили пробив в своята сфера.
Автомобилни части и устройства:
- 1897 г. – устройство за запалване чрез магнето (генератор за автомобилни двигатели)Стебло на свредло за SDS-захват
- 1902 г. – свещ
- 1913 г. – автомобилна система за осветление Bosch-Licht, състояща се от фарове, генератор и реле-регулатор
- 1921 г. – клаксон
- 1922 г. – акумулатор
- 1927 г. – дизелната горивна помпа за високо налягане (за дизелни двигатели), инжектор
- 1930 г. – горивен филтър
- 1932 г. – автомобилно радио („Blaupunkt“, дъщерна компания на Bosch)
- 1957 г. – фарове за близо и далеч („къси“ и „дълги“ светлини), габаритни фарове, „стопове“ и сигнали за задна скорост и завиване („мигачи“) в състава на единна система
- 1978 г. – изобретяване и начало на масовото производство на антиблокиращи системи ABS[8]
- 1979 г. – система Motronic (комбинация от системата за впръскване на бензин L-Jetronic и електронно запалване)
- 1995 г. – начало на производството на програмата за електронна стабилизация ESP
- 2003 г. – система common rail (акумулираща горивна система с високо налягане) за леки автомобили от трето поколение (с пиезоинжектори)

Електроинструменти:
- 1932 г. – строителен електроперфоратор
- 1952 г. – изолационен материал за корпуса на електроинструментите
- 1984 г. – акумулаторен строителен перфоратор
- 1990 г. – внедряване на системата SDS-max (мигновен захват на свредлото)
- 1992 г. – двукилограмовият перфоратор на Bosch
- 1994 г. – перфораторът GBH 10 DC